# Kostelecký zámecký park
Kostelecký zámecký park je přírodní rezervace u města Kostelec nad Orlicí v okrese Rychnov nad Kněžnou. Oblast spravuje Krajský úřad Královéhradeckého kraje. Nově byla rezervace vyhlášena Nařízením Královéhradeckého kraje č. 2/2018 ze dne 25. června 2018 s účinností od 3. srpna 2018.

## Předmět ochrany
Důvodem ochrany je zvýšená ochrana přírodních hodnot areálu zámeckého parku v Kostelci nad Orlicí. Je vyhlášena z důvodu ochrany vzácných ekosystémů, které se v této lokalitě nalézají. Jedná se o jedinečný výskyt dřevin ale i některých bylinných druhů, které jsou nedílnou součástí historicko-architektonického souboru zámeckého parku ve vlastnictví Františka Kinského. Mezi mimořádné, významné a památné stromy rostoucí v parku patří např. jedlovec kanadský (Tsuga canadensis), buk lesní žlutopestrý, liliovník tulipánokvětý (Liriodendron tulipifera), jasan pensylvánský (Fraxinus pennsylvanica), platan západní (Platanus occidentalis), platan javorolistý (Platanus × acerifolia), dub červený (Quercus rubra), javor tatarský (Acer tataricum), katalpa vejčitá (Catalpa ovata), katalpa trubačovitá (Catalpa bignonioides), javor dlanitolistý (Acer palmatum), topol Wilsonův (Populus wilsonii) atp. Z bylinných druhů zde roste dymnivka dutá (Corydalis cava), kandík psí zub (Erythronium dens-canis), bledule jarní (Leucojum vernum), měsíčnice vytrvalá (Lunaria rediviva), lilie zlatohlávek (Lilium martagon), okrotice dlouholistá (Cephalanthera longifolia) atp. Prioritním posláním zřizování přírodní rezervace je tedy přispět k ochraně a uchování výše popsaných přírodních a člověkem vytvořených hodnot. Spodní část parku byla oddělena tělesem železniční trati, zprovozněné v roce 1874. Parkem rovněž prochází cyklostezka Kostelec nad Orlicí – Častolovice.

## Galerie

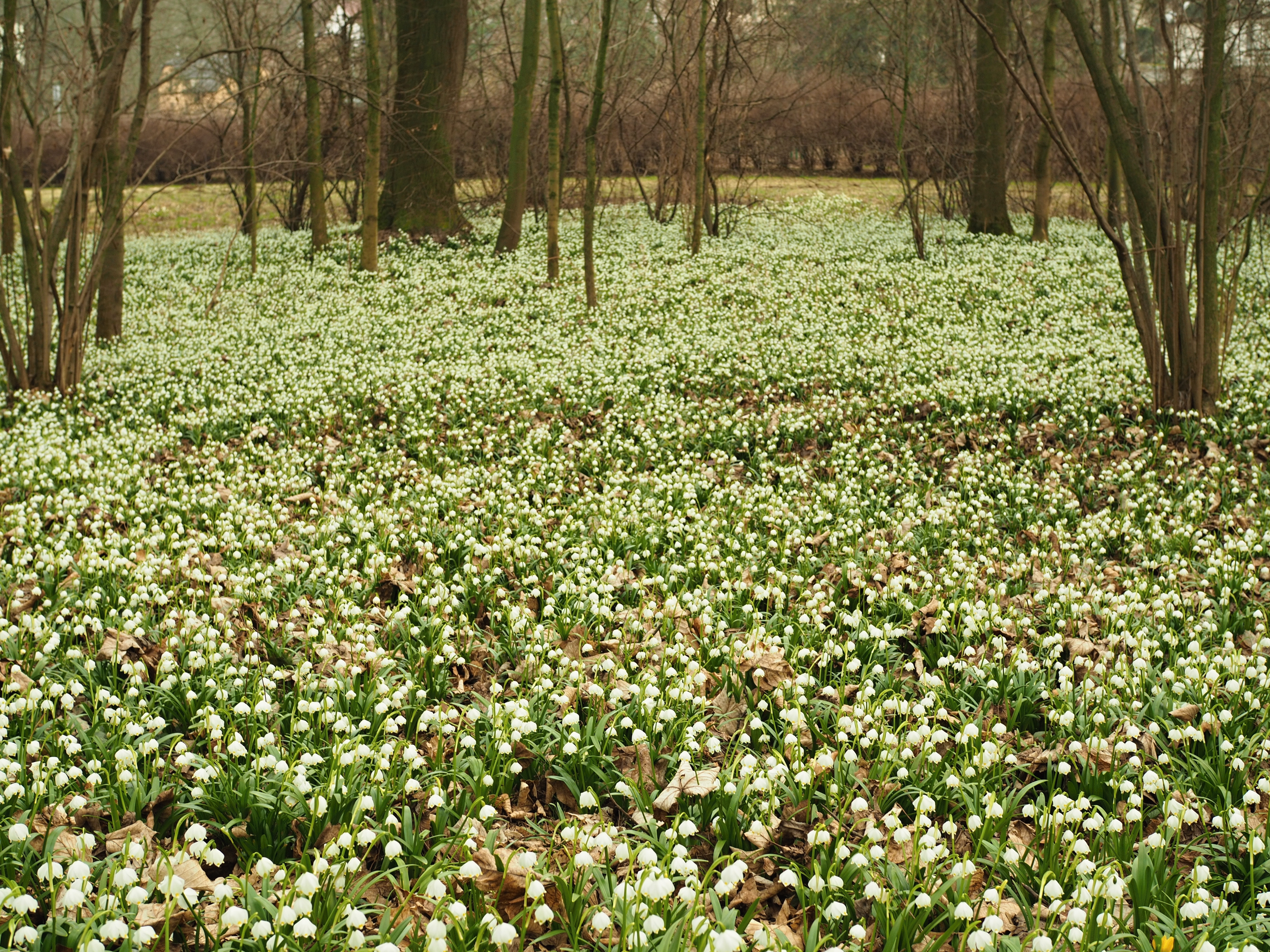
Porost bledule jarní
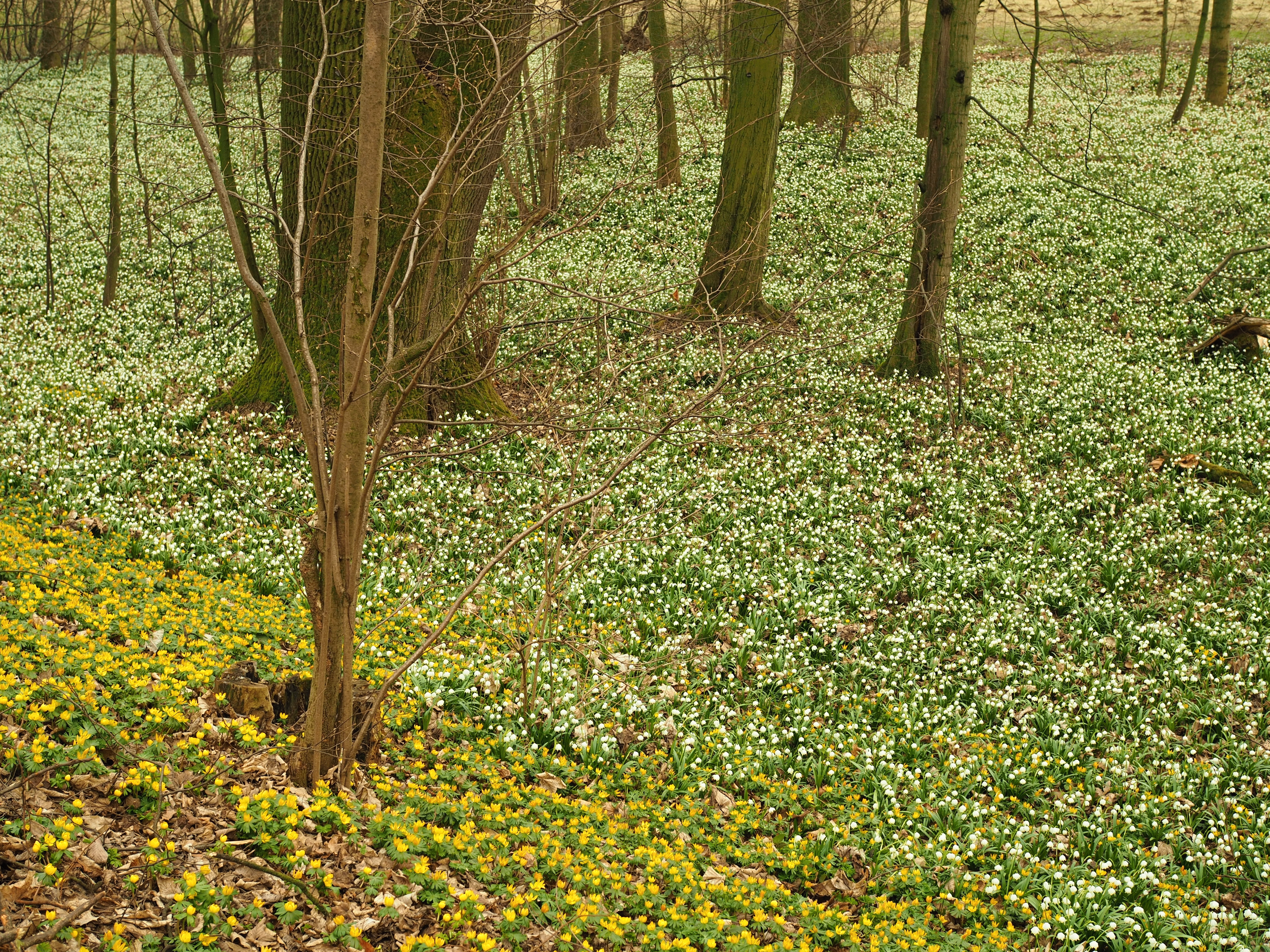
Porost bledule jarní a talovínu zimního
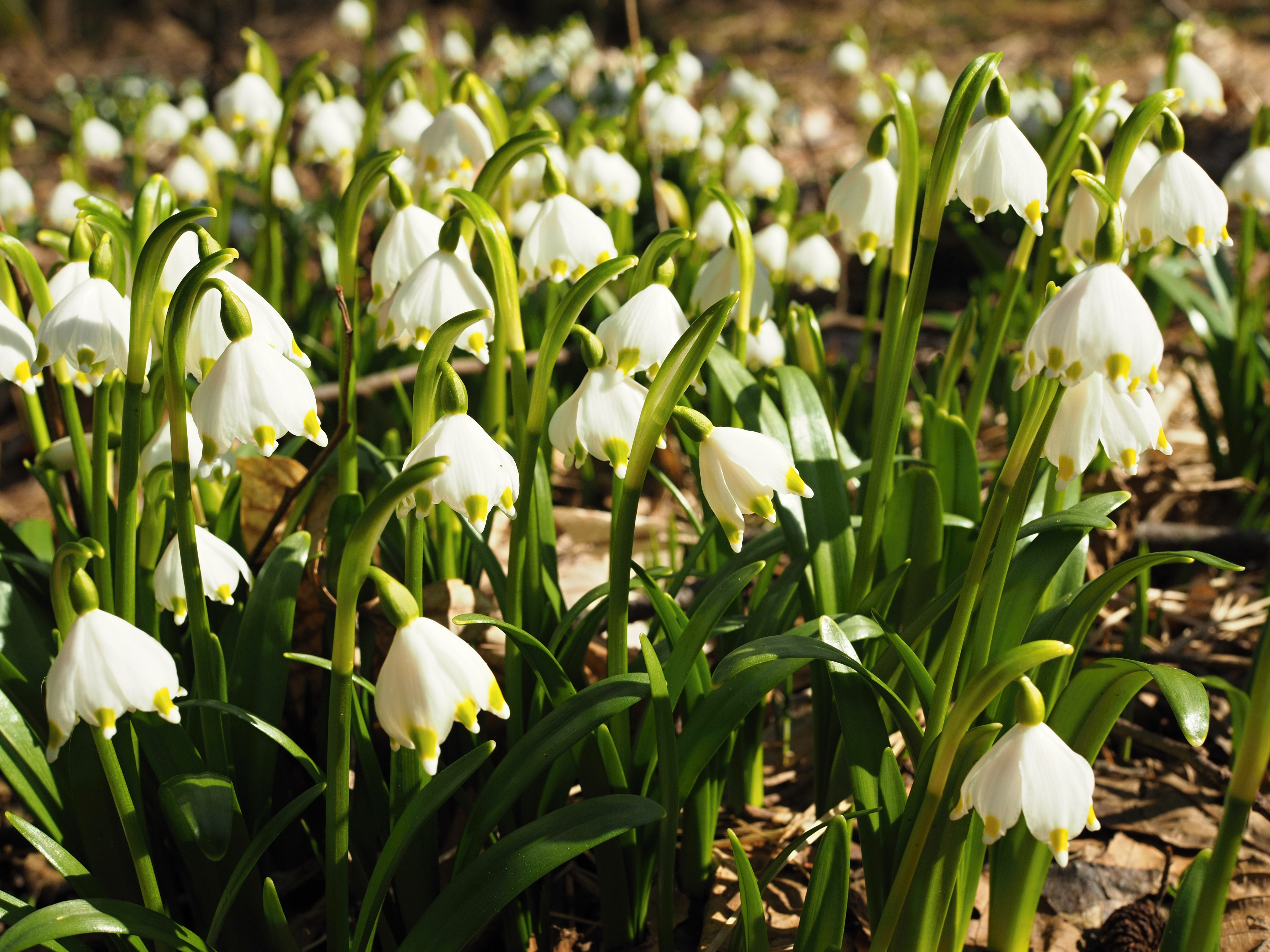
Bledule jarní
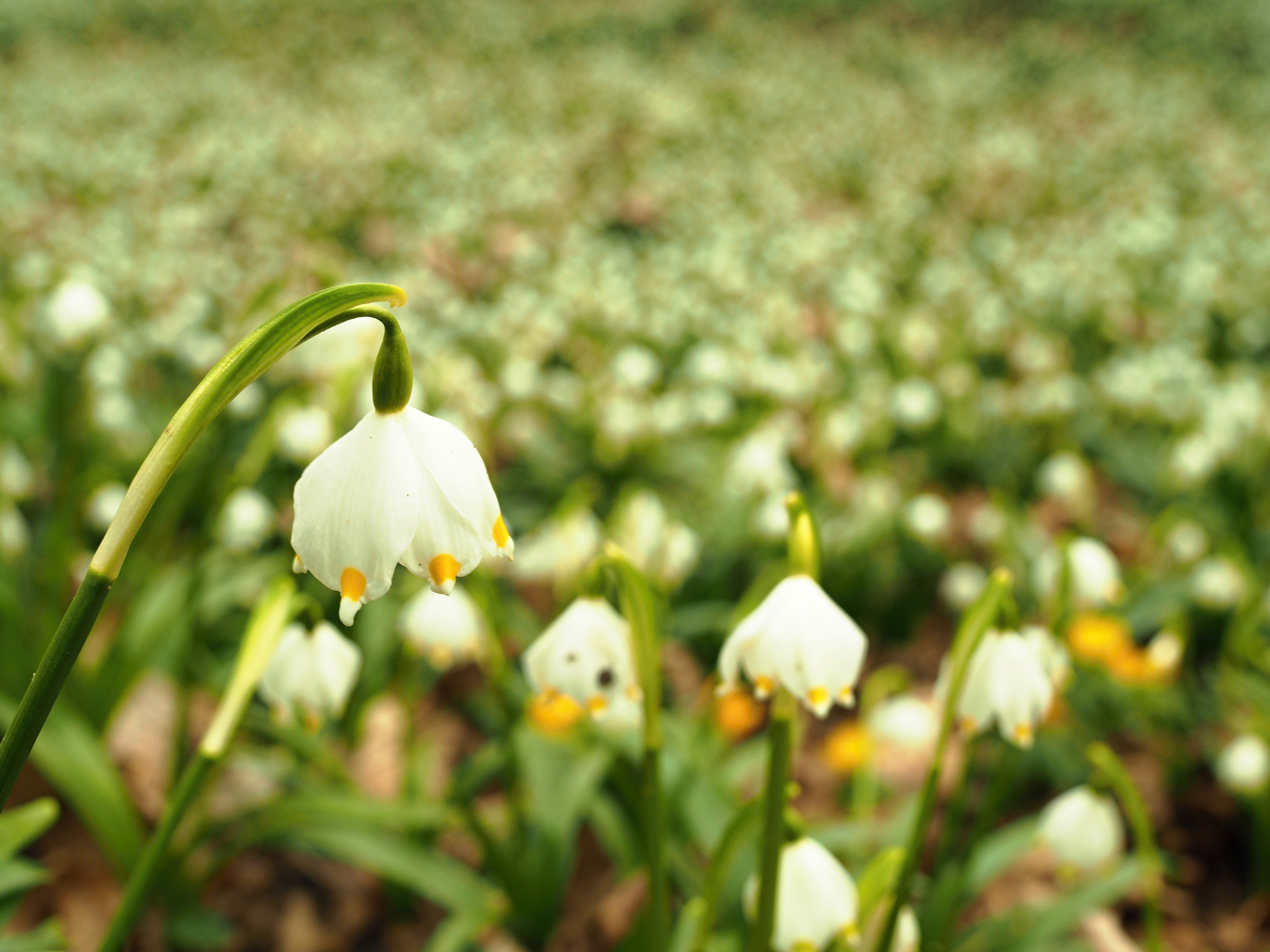
Bledule jarní
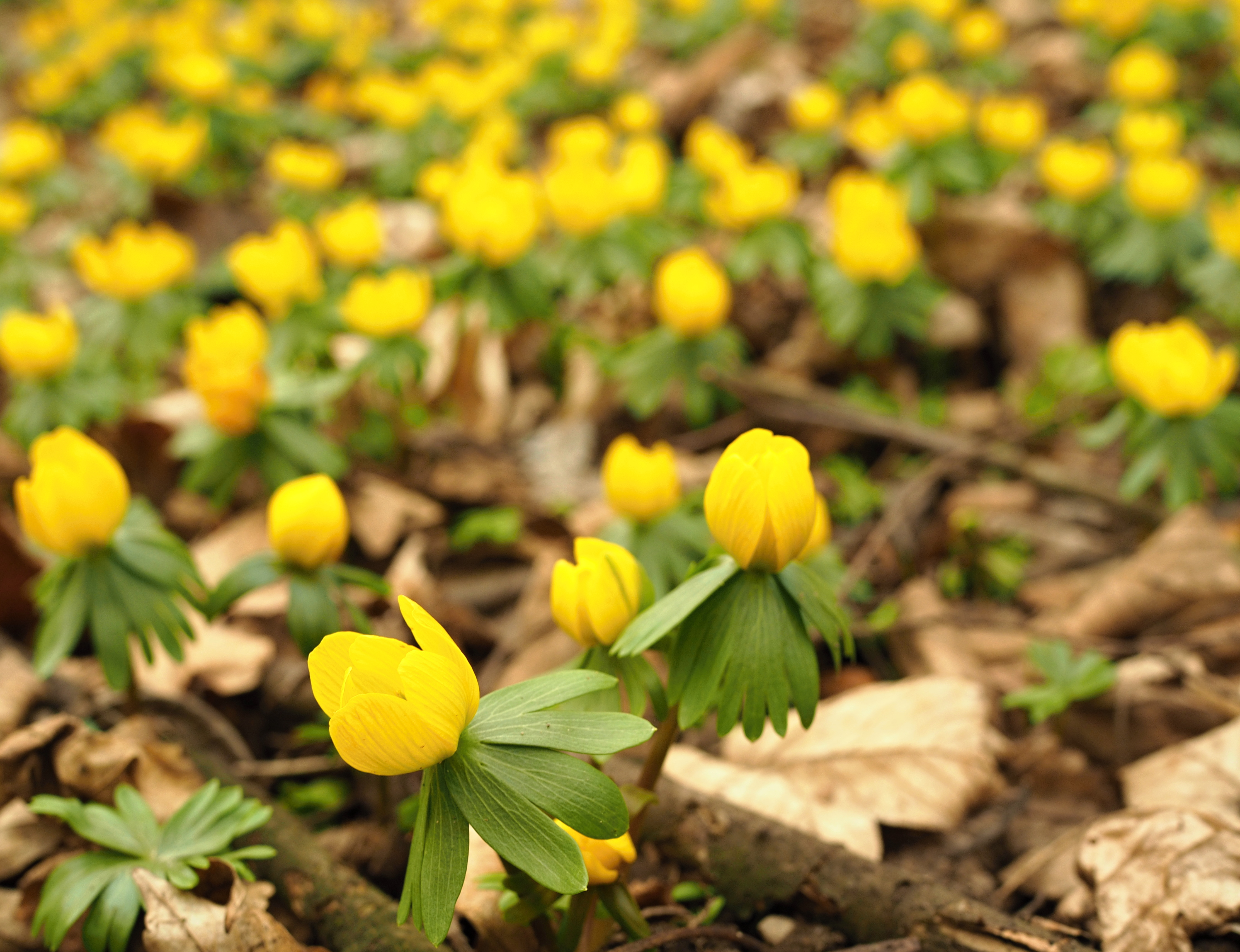
Talovín zimní